# Concordisme
Le concordisme est un système d'exégèse consistant à interpréter les textes sacrés d'une religion de façon qu'ils concordent avec les connaissances scientifiques d'une époque. Il s'oppose au discordisme et ambitionne de faire coïncider les résultats scientifiques avec les données des textes religieux, ceux-ci étant soit lus de manière quasiment littérale, soit réinterprétés pour correspondre aux théories scientifiques.
L'acceptation de la seule lecture littérale comme vérité scientifique par les fondamentalistes induit le « créationnisme ». À l'opposé, il est possible de déclarer l'absence de rapports entre science et religion, ce qui conduit au « parallélisme ». Le concordisme est né au XIXe siècle dans la sphère chrétienne, pour tenter d'accorder quelques passages de la Bible avec des découvertes scientifiques.

## Dans le christianisme

### Catholicisme
Des écrits de type concordiste ont parfois été publiés dans des milieux catholiques. Ainsi, en 1883 l'abbé A. Arduin publia La religion en face de la science : leçons sur l'accord entre les données de la révélation biblique et les théories scientifiques modernes. Il y cherchait à assimiler les jours bibliques aux grandes périodes géologiques. Inversement, l'abbé Jean Guibert, professeur de sciences naturelles au séminaire de Saint-Sulpice à Issy-les-Moulineaux, publia en 1896 le premier manuel de préhistoire à destination des séminaristes. Il leur demandait d'exercer leur science de manière neutre. Ce manuel contribuera notamment à la vocation des futurs abbés Jean Bouyssonie et Henri Breuil.
Cependant, à partir de 1893, le magistère pontifical s'empare de la question.
Dans son encyclique Providentissimus Deus, le pape Léon XIII affirme lui aussi l'inerrance biblique, mais en rejetant les interprétations purement littérales de celles-ci. Il affirme en effet, comme Thomas d'Aquin, qu'il ne peut y avoir de contradiction entre la science véritable et les écrits bibliques s'ils sont correctement expliqués. Cette encyclique donna une véritable impulsion aux études bibliques, afin que l'exégèse moderne soit en harmonie avec les découvertes scientifiques de son époque.
Emmanuel d'Alès publie à la fin du XIXe siècle son Manuel d'apologétique en quatre volumes, muni de l'Imprimatur et du Nihil obstat, qui sera utilisé dans les séminaires de France. Il s'agit moins d'un ouvrage polémique que d'un essai de concordisme à la lumière des connaissances de l'époque.
En publiant en 1943 l'encyclique Divino afflante Spiritu, le pape Pie XII réaffirme les positions de son prédécesseur. Il loue les découvertes récentes de la Commission biblique pontificale et de l'École biblique et archéologique française de Jérusalem, et considère la méthode historico-critique comme acceptable lorsqu'elle est nourrie par une grande foi en l'Esprit Saint.
En 1993, cinquante et cent ans après la parution de ces encycliques, un document de la Commission biblique pontificale, L'interprétation de la Bible dans l'Église, est présenté par le cardinal Joseph Ratzinger au pape Jean-Paul II. Les interprétations concordistes fondamentalistes, donnant un caractère de vérité scientifique à des détails de la Bible, y sont explicitement rejetées. Un vaste tour d'horizon des diverses méthodes d'étude et de leurs apports est effectué.

### Courant protestant libéral
Le protestantisme libéral se caractérise par l'invention de l'exégèse scientifique et critique, de sorte qu'il ne pratique pas le concordisme.[réf. nécessaire]

## Dans l'islam
Le concordisme islamique est un sujet qui suscite de vifs débats dans le monde musulman.

## Critique du concordisme
Certains auteurs, tels que Christian Godin, attribuent à la notion de concordisme des fins d'apologétique et de prosélytisme. Particulièrement répandu au sein de l'islam, du bouddhisme et de l'hindouisme, le concordisme poursuivrait cette approche en prétendant dévoiler dans les textes sacrés des connaissances scientifiques modernes que les hommes de l'époque de sa rédaction n'auraient pu avoir, la science moderne révélant un « miracle ».
Cependant, aucun exemple d'usage de ces concepts par des savants un peu anciens, même pour simplement les mentionner ou s'interroger à leur sujet, n'est mentionné dans la littérature courante de ces époques.
Le professeur d'histoire des sciences Stephen Jay Gould renvoie dos à dos discordisme et concordisme, en développant en 1997 le principe de Noma (Non-overlapping magisteria), à savoir de non empiétement des magistères (en). Cette position correspond à celle de Galilée selon lequel la Bible expliquerait aux hommes comment aller au Ciel et non comment fonctionne le Ciel.
Les concordistes sont également accusés de dévoyer le discours scientifique, notamment l'astrophysicien Raphaël Duqué, qui dit à propos du livre “Dieu, la science, les preuves” qu'il "dessert la science et la foi", l'aspect scientifique du livre ne serait qu'un "matérialisme creux".